# Orange Blossom (Schiff)
Die Orange Blossom war ein als Fruchtsafttanker konzipiertes Spezialtankschiff. Sie wurde als weltweit erstes Schiff ausschließlich für den Transport  von Fruchtsaft von Brasilien nach Europa und Nordamerika gebaut. Das Schiff, dessen Name übersetzt Orangenblüte bedeutete, gehörte dem brasilianischen Unternehmen Cutrale.

## Geschichte
Das Schiff wurde am 30. Juli 1984 auf der Werft Trosvik Versted in Brevik, auf Kiel gelegt. Der Stapellauf erfolgte am 20. Dezember 1984, die Ablieferung am 19. April 1985. Die Orange Blossom war in Monrovia registriert und fuhr unter liberianischer Flagge. Sie gehörte der Adriatic Reefer Corp. Inc in Monrovia und wurde von Atlanship in der Schweiz bereedert. Im Juni 2015 wurde das Schiff in Blossom umbenannt, unter die Flagge Palaus gebracht und an das Unternehmen Opes Shipping in Chelmsford veräußert. Am 18. Juni 2015 traf das Schiff zum Abbruch in Alang ein, wo es ab 20. Juni durch das Unternehmen Shree Ram Group verschrottet wurde.

## Technische Daten
Das Schiff war 145 Meter lang, 21,5 Meter breit und hatte einen maximalen Tiefgang von etwa 10 Metern. Es war mit 9984 BRZ/2995 NRZ vermessen. Die Leistung des Fünfzylinder-Dieselmotors von Kawasaki-Burmeister & Wain betrug 6600 kW, das Schiff erreichte damit eine Geschwindigkeit von 19 Knoten.
Die Orange Blossom wurde speziell für den Transport von Orangensaft konzipiert. In acht Tanks aus rostfreiem Stahl, die auf dem Doppelboden des Schiffes montiert waren, konnten etwa 12.000 Tonnen Fruchtsaftkonzentrat befördert werden. Im Raum um die Tanks zirkulierte gekühlter Stickstoff, um den Inhalt während der gesamten Reise bei einer konstanten Temperatur von minus 10 °C zu halten. Sowohl zum Befüllen der Tanks mit vorgekühltem Konzentrat als auch zum Löschen der Ladung wurden circa 22 Stunden benötigt. Landseitig wurden spezielle Kühl- und Aufbereitungsanlagen benötigt, die in Europa im Hafen Rotterdam und in den USA im Hafen von Boston vorhanden sind.
Die Rückreise nach Brasilien erfolgte ohne Ladung, wobei die Tanks mit Stickstoff befüllt und weiter gekühlt wurden. Dadurch konnten aufwendige Tankreinigungen vermieden werden, die nur noch bei Inspektionen und Wartungsarbeiten erfolgen mussten.